# Predrag Jokanović
Predrag Jokanović (in serbo Пpeдpaг Јокановић?; Belgrado, 26 ottobre 1968) è un ex calciatore e allenatore di calcio serbo, fino al 2003 jugoslavo e al 2006 serbo-montenegrino, di ruolo centrocampista.

## Palmarès

### Giocatore

#### Competizioni nazionali
- 2. Savezna liga: 1

Zemun: 1989-1990